# Усенко, Борис Иванович
Борис Иванович Усенко (укр. Борис Іванович Усенко, 10 июня 1927, УССР — 12 сентября 2006, Одесса, Украина) — советский тренер. Заслуженный тренер УССР.

## Карьера игрока
На профессиональном уровне не выступал. В 1948 году защищал цвета черновицкого «Динамо», которое выступало в чемпионате СССР среди коллективов физической культуры. Также в 40—50-х годах XX века выступал в любительских клубах Одессы.

## Карьера тренера
По завершении карьеры игрока начал тренерскую деятельность. Сначала тренировал любительские клубы Одессы. В 1964 году под его руководством «Таксопарк» (Одесса) (через год сменил название на «Автомобилист») получил путевку в Класс «Б» чемпионата СССР. В 1967 году возглавлял кременчугский «Днепр». К августу 1968 года тренировал «Кривбасс» (Кривой Рог), а 30 сентября того же года вернулся в «Днепр» (Кременчуг). С 1971 года по июль 1974 года возглавлял хмельницкое «Динамо». В 1976 году возглавлял команду СКА-клубная (Одесса), а в 1978 году — черкасский «Днепр». В 1978—1979 годах помогал тренировать одесский «Черноморец», а в 1980 году — одесский СКА.
Умер 12 сентября 2006 года в Одессе на 80-м году жизни. Похоронен на Западном кладбище.

## Достижения

### Как тренера
«Таксопарк» (Одесса)
- Чемпионат УССР
  - Серебряный призёр (1): 1964

### Отличия
- Заслуженный тренер УССР (1967)